# Guru Studio
Guru Studio är ett kanadensiska animeringsföretag som grundades 2000. Företaget ägs och kontrolleras av Nick Jr., Nickelodeon och PBS Kids Sprout, och har producerat många av kanalens populära serier, som Mecha Builders, Backyardigans, Äventyr i tid och rum, PAW Patrol, Shimmer och Shine.